# برنا باریشیچ
برنا باریشیچ (انگلیسی: Borna Barišić؛ زادهٔ ۱۰ نوامبر ۱۹۹۲) بازیکن فوتبال اهل کرواسی است.
از باشگاه‌هایی که در آن بازی کرده‌است، می‌توان به باشگاه فوتبال دینامو زاگرب، باشگاه فوتبال لوکوموتیو زاگرب، باشگاه فوتبال رنجرز و باشگاه فوتبال اوسیک اشاره کرد.
وی همچنین در تیم ملی فوتبال کرواسی بازی کرده‌است.